# Джаме джамия (Язд)
Джаме джамия (на персийски: مسجد جامع [Масджид джаме]), наричана Голямата петъчна джамия, в град Язд, Иран е сред най-ценните художествени и исторически наследства и съкровище на ислямско-националната архитектура на страната. Построена е през XII век и продължава да функционира.
Според историците джамията е построена на мястото на Сасанидския храм на огъня. Строителството ѝ започва Ала’одоле Гаршасб от династията Ал-е Боюе. До голяма степен е възстановена между 1324 г. и 1365 г.
Нейните 2 минарета са най-високите в Иран и сред най-високите в света. Минарета са с височина 52 м, а диаметърът им е 6 м. Фасадата на портата е украсена от горе до долу с ослепителни плочки, предимно в син цвят. Мозайките в нея са изключително красиви и ценни.
Джамията е пример за иранско-ислямско изкуство и архитектура. Тя е сред отличителните ирански сгради от XIV век, чудесен образец на азарския стил на персийската архитектура.
Посещава се от милиони местни и чуждестранни посетители всяка година. Джамията е изобразена на банкнота от 200 ирански риала.